# Panchakarma

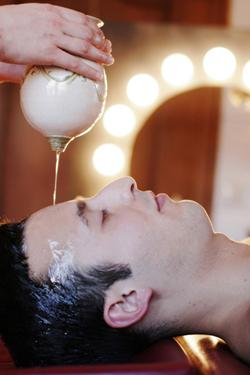
Séance de Shirodhara, traitement au cours duquel un mince filet d'huile tiède s'écoule en continu sur le front du patient allongé.

Le Panchakarma (IAST pañcakarma), du sanskrit pancha (cinq) et Karma (action), est un processus de purification et de réjuvénation en cinq étapes utilisé dans l'Ayurveda, une forme de médecine traditionnelle originaire de l'Inde.
L'approche de l'Ayurveda comprend une détoxification périodique à chaque changement de saison. Il s'agit d'une cure qui peut durer de quelques jours à plusieurs semaines. Selon la condition du patient, le type de vaidya (le médecin ayurvédique) et la tradition à laquelle il appartient (Ayurveda du Nord ou Ayurveda du Sud), diverses méthodes peuvent être appliquées, qui auraient le pouvoir de drainer les toxines et de les éliminer ensuite par la peau et le système digestif.

## Les cinq étapes
- Snehana[2] (l'ingestion de beurre clarifié) et plus tard Virechana (une purge légère) sont censés permettre aux toxines de se détacher progressivement des cellules ;
- Abhyanga[3] (le massage à l'huile) est supposé faire remonter ces toxines à la surface au moyen de techniques de massage adaptées appliquées par des techniciens expérimentés ;
- Svedana (la sudation) et Basti [4] (un lavement léger) est supposé définitivement évacuer ces toxines vers l'extérieur.

### Techniques complémentaires
Selon la condition du patient, des techniques supplémentaires peuvent s'ajouter au Panchakarma « de base » : Nasya par exemple, est censé renforcer la force vitale (le prana) par l'oléation des sinus, ces derniers étant considérés comme « la porte du cerveau ». Shirodhara (en), au cours duquel un mince filet d'huile tiède s'écoule en continu sur le front du patient allongé, est très souvent utilisé pour les désordres nerveux et il est réputé procurer un profond sentiment de bien-être. Patra potali (patra: feuilles de plante; potali: liasse, paquet), est un cataplasme entraînant une sudation supposée traiter entre autres les problèmes d'articulations ,.